# Корпоративний портал
Корпоративний портал (англ. Enterprise portal) — це, в загальному випадку, вебінтерфейс для доступу співробітника до корпоративних даних і додатків. Часто корпоративний портал сприймається, як синонім інтранету. Альтернативна точка зору полягає в тому, що корпоративний портал — це лише видима для користувача частина інтранету.
З розвитком вебтехнологій призначення і можливості корпоративних порталів зазнали ряд змін. Нижче наведені основні групи функціональних можливостей корпоративних порталів, які з'явилися в ході цього розвитку.

## Внутрішній сайт
Первісним призначенням корпоративних порталів є функції внутрішнього сайту організації:
- Публікація новин та інших матеріалів для співробітників
- Створення бази файлів і документів
- Форум для внутрішнього спілкування

Багато програмних продуктів для створення внутрішніх порталів досі обмежуються даним функціоналом. Основною відмінністю таких порталів від публічних сайтів є система управління правами доступу, яка забезпечує безпеку комерційної інформації.

## Система для спільної роботи
Наступним етапом у розвитку корпоративних порталів стала поява в їх складі інструментів для спільної роботи. Як правило, сучасні корпоративні портали дозволяють створювати віртуальні робочі простори для окремих проектів або підрозділів організації. У такому робочому просторі співробітники можуть використовувати такі інструменти, як:
- Груповий календар
- Сховище документів з контролем версій
- Система управління завданнями
- Вікі-система

## Платформа для інтеграції
І, нарешті, останньою стадією еволюції корпоративних порталів стала їх роль як інструмент інтеграції корпоративних даних і додатків. Метою цієї інтеграції є надання користувачу єдиної точки доступу до інформаційної інфраструктури організації. Перевагою даної моделі є:
- Можливість роботи з декількома корпоративними додатками (наприклад, з поштою, CRM, ERP) в одному інтерфейсі
- Персоналізація цього інтерфейсу для кожного окремого користувача
- Наскрізна система аутентифікації користувачів
- Можливість використання даних, що зберігаються в різних сховищах в мережі компанії.

Для інтеграції з іншими корпоративними додатками, портали використовують портлет (засновані на Java технологіях) або віджети (засновані на технологіях HTML, JavaScript ).